# 双环辛四烯合锕系元素
双环辛四烯合锕系元素是一类有机锕系元素化合物，包含以锕系元素为中心的茂金属。它们通常呈夹心结构，里面有两个环辛四烯基配体（COT2-，即C
8H2−
8）与4价锕系元素（An）中心结合，因此通式为An(C8H8)2。

## 性质已知的双环辛四烯合锕系元素
| 名称           | 化学式    | An中心 | 首次合成 | 晶体颜色 | An–COT距离（Å） | 空间群 |
| -------------- | --------- | ------ | -------- | -------- | --------------- | ------ |
| 双环辛四烯合钍 | Th(C8H8)2 | Th     | 1969年   | 鲜黄色   | 2.004           | P21/n  |
| 双环辛四烯合镤 | Pa(C8H8)2 | Pa     | 1974年   | 淡黄色   | –               | P21/n  |
| 双环辛四烯合铀 | U(C8H8)2  | U      | 1968年   | 深绿色   | 1.926           | P21/n  |
| 双环辛四烯合镎 | Np(C8H8)2 | Np     | 1970年   | 黄棕色   | 1.909           | P21/n  |
| 双环辛四烯合钚 | Pu(C8H8)2 | Pu     | 1970年   | 深红色   | 1.898           | I2/m   |

其中得到最多研究的化合物是双环辛四烯合铀（U(C8H8)2）。它于1968年合成，是该系列中第一个得到合成的成员，至今仍被视为原型。该系列中其他得到合成的成员为双环辛四烯合镤（Pa(C8H8)2）、双环辛四烯合钍（Th(C8H8)2）、双环辛四烯合镎（Np(C8H8)2）和双环辛四烯钚（Pu(C8H8)2）。由于双环辛四烯合镎和双环辛四烯合钚的辐射危害可以很严重，它们自1980年代以来就没有得到广泛的实验研究。

## 其他双环辛四烯合元素
镧系元素（M(C8H8)2，M = Nd、Tb和Yb）也存在类似的夹心化合物，但其中键合主要是离子键而不是共价键（参见双环辛四烯合镧系元素）。